# Enrico Palandri (scrittore)
Enrico Palandri (Venezia, 10 dicembre 1956) è uno scrittore italiano.

## Biografia
Enrico Palandri si è laureato in drammaturgia al DAMS di Bologna con una tesi sul New York Street Theatre, avendo come relatore Giuliano Scabia e correlatore Gianni Celati (sotto la sua direzione ha preso parte al libro collettivo Alice disambientata); ha studiato inoltre con Umberto Eco. Durante il movimento del Settantasette ha collaborato con Radio Alice e curato un libro sul movimento, Fatti nostri, insieme a Carlo Rovelli, Maurizio Torrealta e Claudio Piersanti. A Bologna e in quel periodo è anche ambientato il suo primo romanzo, Boccalone, uscito nel 1979 per L'erba voglio di Elvio Fachinelli e ripubblicato varie volte da Feltrinelli e Bompiani.
Trasferitosi a Londra nel 1980 ha lavorato come istruttore linguistico per i cantanti d'opera; ha anche lavorato come insegnante, traduttore e giornalista (collaborando con RAI, BBC e numerosi giornali). Nel 1993 gli è stata data una Residency come scrittore a UCL (University College London) che nel 2023 gli ha conferito il titolo di Emeritus Professor of Modern European Literature. 
Nel 2005 ha ideato e animato insieme ad altri La casa delle parole, di cui è stato il primo presidente. Attualmente l'associazione svolge le sue letture in diverse lingue nel teatrino di Palazzo Grassi a Venezia ogni secondo martedì del mese. 
Ha tenuto conferenze di letteratura negli Stati Uniti, Canada, Inghilterra, Galles, Scozia, Irlanda, Francia, Austria, Polonia, Belgio, Olanda, Ungheria, Egitto, Russia, Georgia, Armenia, Cuba, Brasile, Israele, Cina e a Taiwan. 
I suoi romanzi, articoli e saggi sono apparsi in diverse lingue e hanno ricevuto numerosi premi e riconoscimenti. Nel 2003 è stato insignito del titolo di Commendatore della Stella della solidarietà per meriti culturali dal Presidente Carlo Azeglio Ciampi.

## Narrativa
Dopo Boccalone ha collaborato con Marco Bellocchio alla scrittura del film Diavolo in corpo (1986). Ha quindi pubblicato sei romanzi, che riscritti in un'unica narrazione sono stati riproposti dall'editore Bompiani nel 2020 con il titolo Le condizioni atmosferiche: sono Le pietre e il sale (Garzanti 1986), La via del ritorno (Bompiani 1990, Feltrinelli 2001), Le colpevoli ambiguità di Herbert Markus (Bompiani 1997), Angela prende il volo (Feltrinelli 2000), L'altra sera (Feltrinelli 2003), I fratelli minori (Bompiani 2010). In questo ciclo si ritrovano "eventi storici e mutazioni sociali di grande portata: dal movimento del Settantasette, al terrorismo politico, dal crollo del muro di Berlino ai radicali mutamenti impressi alla società europea dal fenomeno globale della migrazione". 
Nel 2017 ha pubblicato, sempre con Bompiani, L'inventore di se stesso, finalista, nel 2018, al Premio Bergamo, Asti d'appello e Volterra.
A questi romanzi vanno aggiunti diversi racconti pubblicati su giornali e riviste raccolti in buona parte nel volume Allegro fantastico (Bompiani 1993). Ha pubblicato inoltre due ballate in versi, La strega mia amica (1986) e Orfeo a teatro (2007) e altre poesie. Ha tradotto in italiano Eudora Welty, Robert McLiam Wilson e i fratelli George e Weedon Grossmith.

## Contributi critici
Pier (2005, su Pier Vittorio Tondelli) e Primo Levi (2011, sullo scrittore piemontese) sono rispettivamente una monografia e un'antologia prefata e commentata. I volumi La deriva romantica (2002) e Flow (2011) sono invece libri con una forte vocazione teorica. Il primo discute prevalentemente questioni relative allo stile e alla generazione dei testi confrontando, in un percorso cronologico inverso, autori e temi della letteratura contemporanea con alcuni autori romantici, sforzandosi di mettere in luce il contrasto tra un nuovo cosmopolitismo europeo e il nazionalismo risorgimentale, evidenziando le radici di identità plurime e corali nella crisi del protagonismo romantico. 
Flow inizia con questa frase: "Le poesie e i romanzi sono le metafore cui ci costringe la realtà". Il flusso discorsivo si articola in superficie e in profondità.  Dalla dimensione atemporale di quello che viene nascosto e che ci attraversa in modo carsico erompono in superficie le opere d'invenzione. Il flusso è la lingua. In questo volume sono giunte ad articolazione teorica le osservazioni avviate in 16 appunti sulle metafore, pubblicate ed elaborate varie volte in contributi diversi prima di essere raccolte in La deriva romantica. 
Nel 2019 ha pubblicato il saggio Verso l'infinito (Bompiani), dedicato al canto L'infinito di Leopardi. 
Nel 2023 Sette finestre (Bompiani). Il libro è un percorso lungo alcune idee (I racconti e gli dei, Interpretazioni diverse, Dalla critica e la poesia al critico e il poeta, Il tempo nella letteratura, L'amore per, dei e attraverso i personaggi, La bellezza dell'estraneità e In cerca della sorgente) che si aprono dal fare letterario al mondo.  
In inglese, oltre a romanzi, racconti e poesie,  sono state pubblicate diverse lezioni tenute in varie università e reperibili online, in parte raccolte e tradotte in Sette finestre.
Una approfondita descrizione del lavoro letterario di Enrico Palandri si ritrova nelle monografie di Enrico Minardi e Monica Francioso (2010 e 2011), Minardi e Della Rovere (2021) e nel dialogo con Alberto Della Rovere (2015) 

## Opere
- Boccalone: storia vera piena di bugie, Milano: L'erba voglio, 1979; n. ed. Milano: Feltrinelli, 1988; n. ed. Milano: Bompiani, 1997; ivi, 2011, 2017.
- Le pietre e il sale, Milano: Garzanti, 1986. Tradotto in inglese e catalano.
- La strega mia amica, in 19 racconti per Rinascita, a cura di Ottavio Cecchi e Mario Spinella, Roma, Editrice l'Unità, 1987, SBN UBO0136104.
- Come mi sono scoperta scrittore, Milano (trad. Eudora Welty) Leonardo, 1989
- Le vie del ritorno, Milano: Bompiani, 1990; n. ed. Milano: Feltrinelli, 2001. Tradotto in tedesco, inglese, e francese. Finalista del premio "France Culture" per migliore romanzo europeo dell'anno.
- Diario di un nessuno, Milano: Marcos y Marcos (trad. George e Weedon Grossmith), 1991.
- Allegro fantastico, Milano: Bompiani, 1993. Finalista premio Pisa.
- Le colpevoli ambiguità di Herbert Markus, Milano: Bompiani, 1997. Finalista Premio Stresa.
- Angela prende il volo, Milano: Feltrinelli, 2000, Premi Fenice Europa, Mastronardi, Dessì.
- La deriva romantica: ipotesi sulla letteratura e sulla scrittura, Novara: Interlinea, 2002.
- L'altra sera, Milano: Feltrinelli, 2003. Finalista Premio Bancarella Sport. Tradotto in inglese, 2012.
- Italia fantastica, n. speciale di "Panta", a cura di Mario Fortunato e Enrico Palandri, Milano: Bompiani, 2004.
- Pier. Tondelli e la generazione, Roma-Bari: Laterza, 2005.
- Orfeo a teatro: canzone a tre voci per Orfeo, Euridice e un tecnico delle luci, Venezia: Fondazione Querini Stampalia, 2007.
- I fratelli minori, Milano: Bompiani, 2010. Tradotto in inglese, 2012.
- Primo Levi, Firenze: Le Monnier, 2011.
- Flow, Siena: Barbera, 2011.
- L'inventore di se stesso, Milano: Bompiani, 2017 (finalista premi Bergamo e Asti d'appello 2018).
- Verso l'infinito, Milano: Bompiani, 2019.
- Le condizioni atmosferiche, Milano: Bompiani 2020.
- Sette finestre, Milano, Bompiani 2023